# Pomiany (gromada)
Pomiany – dawna gromada, czyli najmniejsza jednostka podziału terytorialnego Polskiej Rzeczypospolitej Ludowej w latach 1954–1972.
Gromady, z gromadzkimi radami narodowymi (GRN) jako organami władzy najniższego stopnia na wsi, funkcjonowały od reformy reorganizującej administrację wiejską przeprowadzonej jesienią 1954 do momentu ich zniesienia z dniem 1 stycznia 1973, tym samym wypierając organizację gminną w latach 1954–1972.
Gromadę Pomiany z siedzibą GRN w Pomianach utworzono – jako jedną z 8759 gromad – w powiecie augustowskim w woj. białostockim, na mocy uchwały nr 10/V WRN w Białymstoku z dnia 4 października 1954. W skład jednostki weszły obszary dotychczasowych gromad Pomiany, Łabętnik, Rumiejki, Judziki, Popowo, Reszki, Żrobki i Solistówka ze zniesionej gminy Bargłów w tymże powiecie. Dla gromady ustalono 19 członków gromadzkiej rady narodowej.
29 lutego 1956 z gromady Pomiany wyłączono część obszaru wsi Solistówka o pow. ogólnej 58,79 ha stanowiącą grunty po rozparcelowanej w 1929 r. części b. majątku Solistówka, obejmującą parcele nr nr 1—4, włączając ją do gromady Bargłów.
Gromadę Pomiany zniesiono 1 stycznia 1972, a jej obszar włączono do gromady Bargłów.